# Хејзвил (Канзас)
Хејзвил (енгл. Haysville) град је у америчкој савезној држави Канзас.

## Демографија
По попису из 2010. године број становника је 10.826, што је 2.324 (27,3%) становника више него 2000. године.
| Група             | 2000.         | 2010.         |
| Белци             | 7.860 (92,4%) | 9.745 (90,0%) |
| Афроамериканци    | 45 (0,5%)     | 66 (0,6%)     |
| Азијати           | 45 (0,5%)     | 95 (0,9%)     |
| Хиспаноамериканци | 272 (3,2%)    | 500 (4,6%)    |
| Укупно            | 8.502         | 10.826        |